# ソルポテル

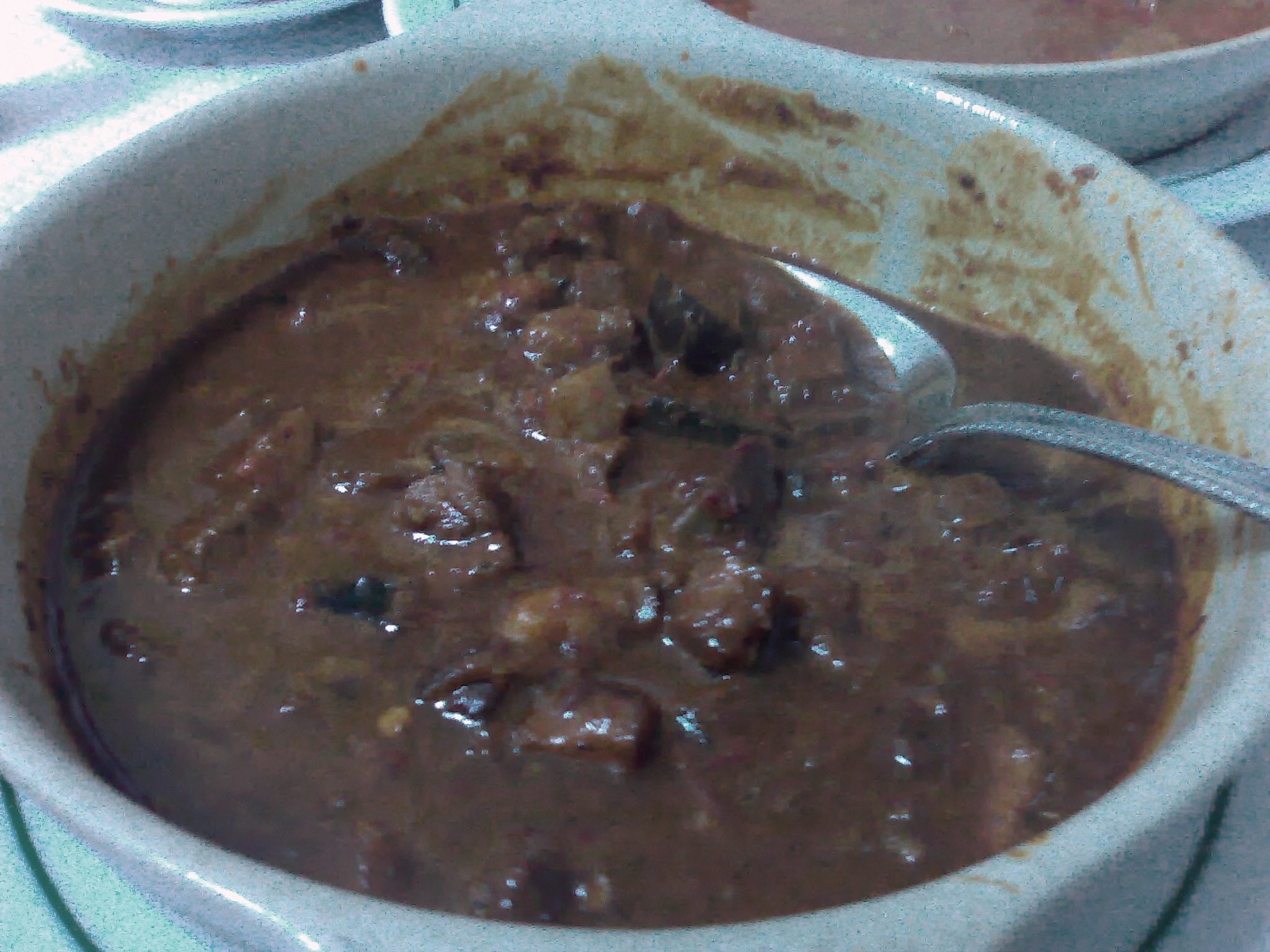

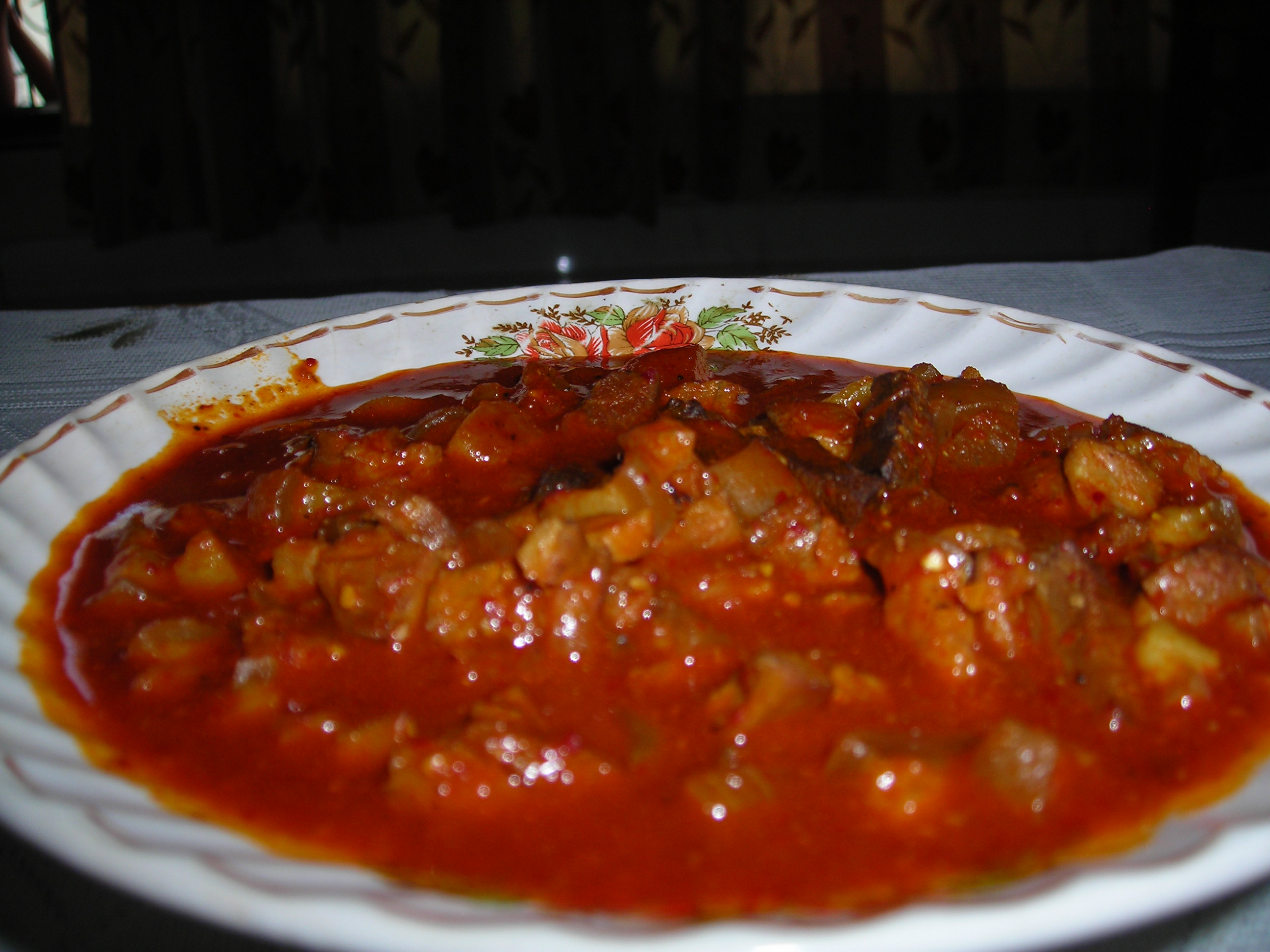

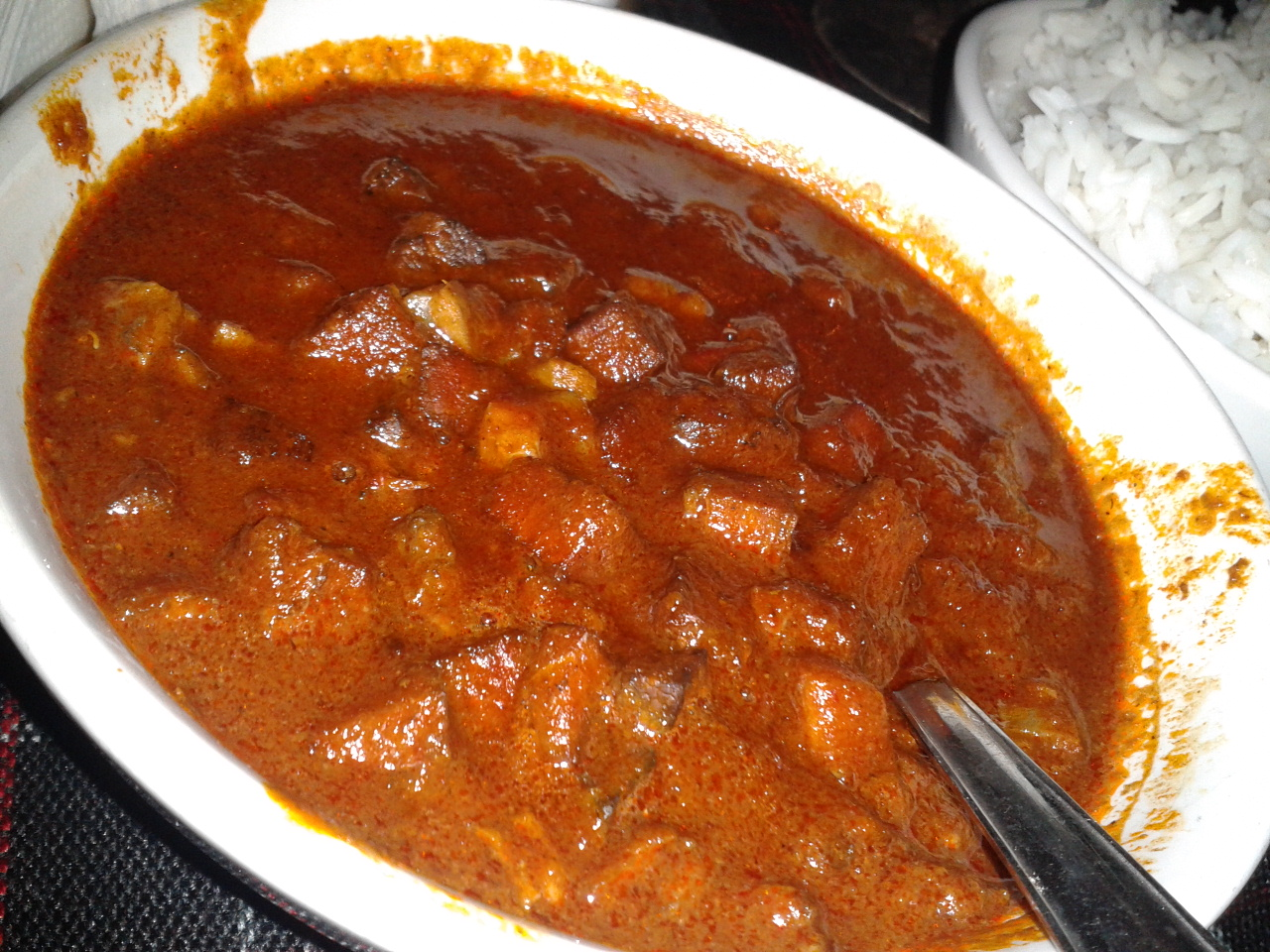

ソルポテル(SarapatelまたはSorpotel)は、ポルトガル起源の料理で、現在では主にゴア州、マンガロール、ムンバイ等のかつてポルトガル領インドであったコンカン地方沿岸で広く食べられている。またブラジル北東部でも食べられる。材料は、肉、もつ等であるが、豚や羊、牛のもの等、地域によって異なる。肉は湯通しした後、サイコロ状に切ってソテーし、スパイシーで酸味のあるソースで味付けする。茹でる際に動物の血を用いることもある。
用いる調味料やスパイスは地域によって異なり、例えば酢を多く使う地域等がある。調理の手順も地域によって異なり、ソースに入れる前に肉をソテーする方法や湯通ししたサイコロ状の肉をソースに直接入れる方法もある。
ゴア州やマンガロールではしばしば、白くて少し甘い米とココナッツでできた蒸しパンであるサナアを付け合せる。しかし、米やパンと一緒に食べたり、バンズでサンドイッチにして食べることもある。